# Ecualeon ovispargus
Ecualeon ovispargus är en insektsart som beskrevs av Stange 1994. Ecualeon ovispargus ingår i släktet Ecualeon och familjen myrlejonsländor. Inga underarter finns listade i Catalogue of Life.